# Кудрявцев, Всеволод Александрович
Всеволод Александрович Кудрявцев (1885—1953) — советский математик.

## Биография
Сын московского профессора А. А. Кудрявцева, пасынок А. А. Кизеветтера.
Окончил с золотой медалью 7-ю Московскую гимназию и физико-математический факультет Московского университета (1910) и был оставлен в университете для подготовки к профессорскому званию.
В 1916/17 уч. году он читал в Московском университете 2 полугодовых спецкурса: «Уравнения с числовыми коэффициентами» и «Теорию Галуа», в 1917/18 уч. году — спецкурс по теории групп и эллиптическим функциям.
В 1920-х годах преподавал в Ярославском университете, в 1930-х — в Московском лесотехническом институте. С 1933 года — доцент, затем профессор механико-математического факультета Московского государственного университета; на протяжении многих лет читал математику на естественных факультетах университета.
Умер 28 ноября 1953 года.
Автор учебника высшей математики для естественных факультетов университетов — Кудрявцев В. А., Демидович Б. П. Краткий курс высшей математики, выдержавшего большое количество изданий (1949, 1959, 1962, 1975, 1978; стереотипные издания: 1978, 1986, 1989, 2001, 2003, 2005, 2007). В 1-м издании Демидовичем была написана лишь небольшая часть теоретического характера; затем он вносил дополнения и изменения. У В. А. Кудрявцева были и другие публикации, в числе которых:
- Ценность математики и ее положение среди других наук / Проф. В. А. Кудрявцев. — Ярославль : [б. и.], 1920. - 16 с.;
- Элементы тригонометрии / Проф. В. А. Кудрявцев; Моск. заоч. текстильный институт. — М.: Гос. изд-во лег. пром., [1932]. — 48 с.: черт.;
- Суммирование степеней чисел натурального ряда и числа Бернулли. — М.-Л.: ОНТИ НКТП СССР. Гл. ред. общетехн. лит. и номографии, 1936. — 72 с.: черт.

Жена (с 1919): Ольга Яковлевна, урождённая Лукашева. Их сын: историк Олег Всеволодович Кудрявцев (1921—1955). Священник Анатолий Свенцицкий вспоминал: 

Именно она, православная русская женщина, убедила наших родителей не отдавать нас в первые классы школы, дабы избежать влияния идей атеизма и большевизма <…> Была образована как бы тайная классическая гимназия на дому, вернее «на домах», так как занимались мы на разных квартирах. Очень подробно изучали историю, литературу, историю религии и русской церкви, греческую и римскую мифологию.— Свенцицкий А. Они были последними? —  М., 1997.
Математику им преподавал В. А. Кудрявцев.